# Miniautomobily

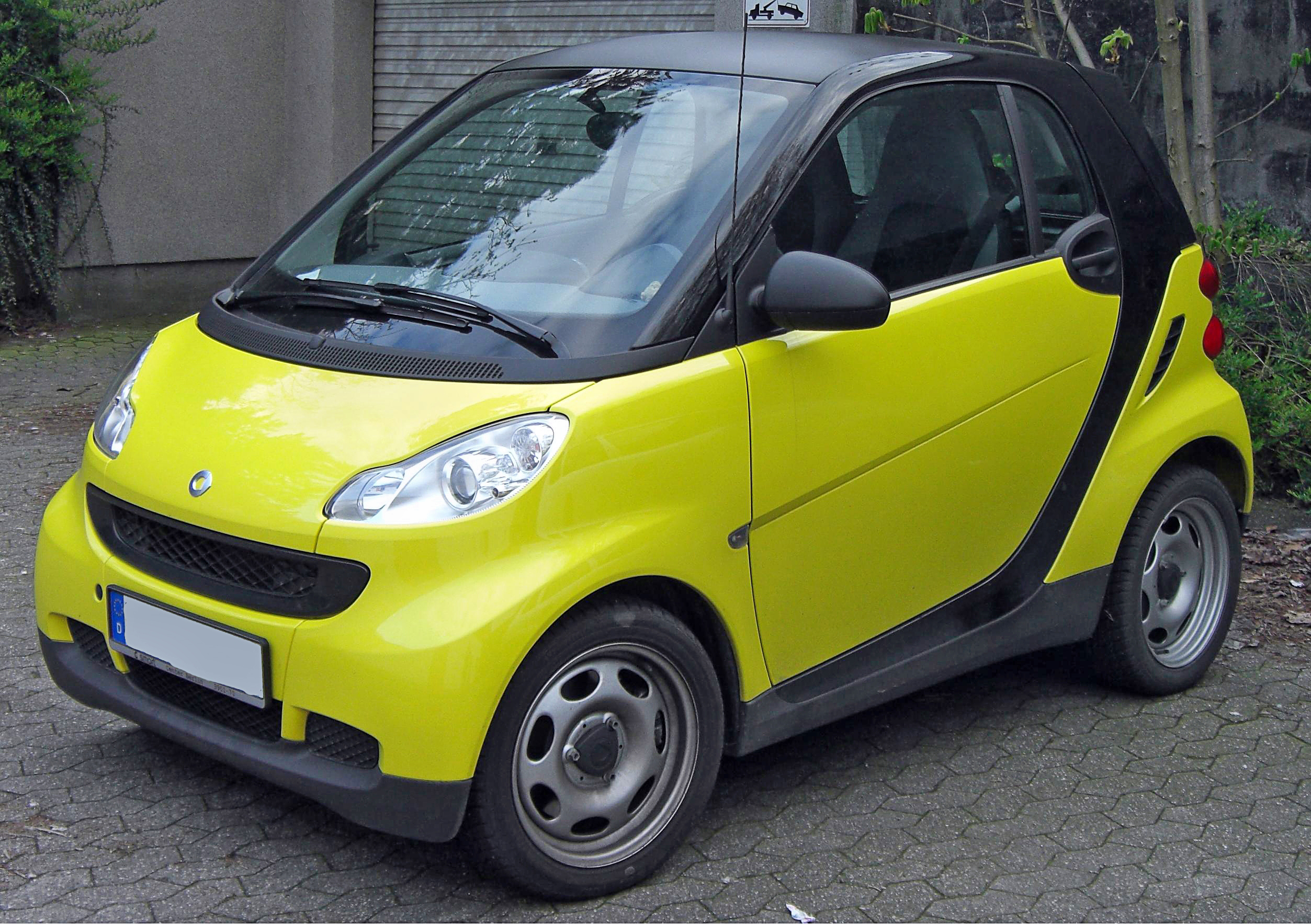
Smart ForTwo

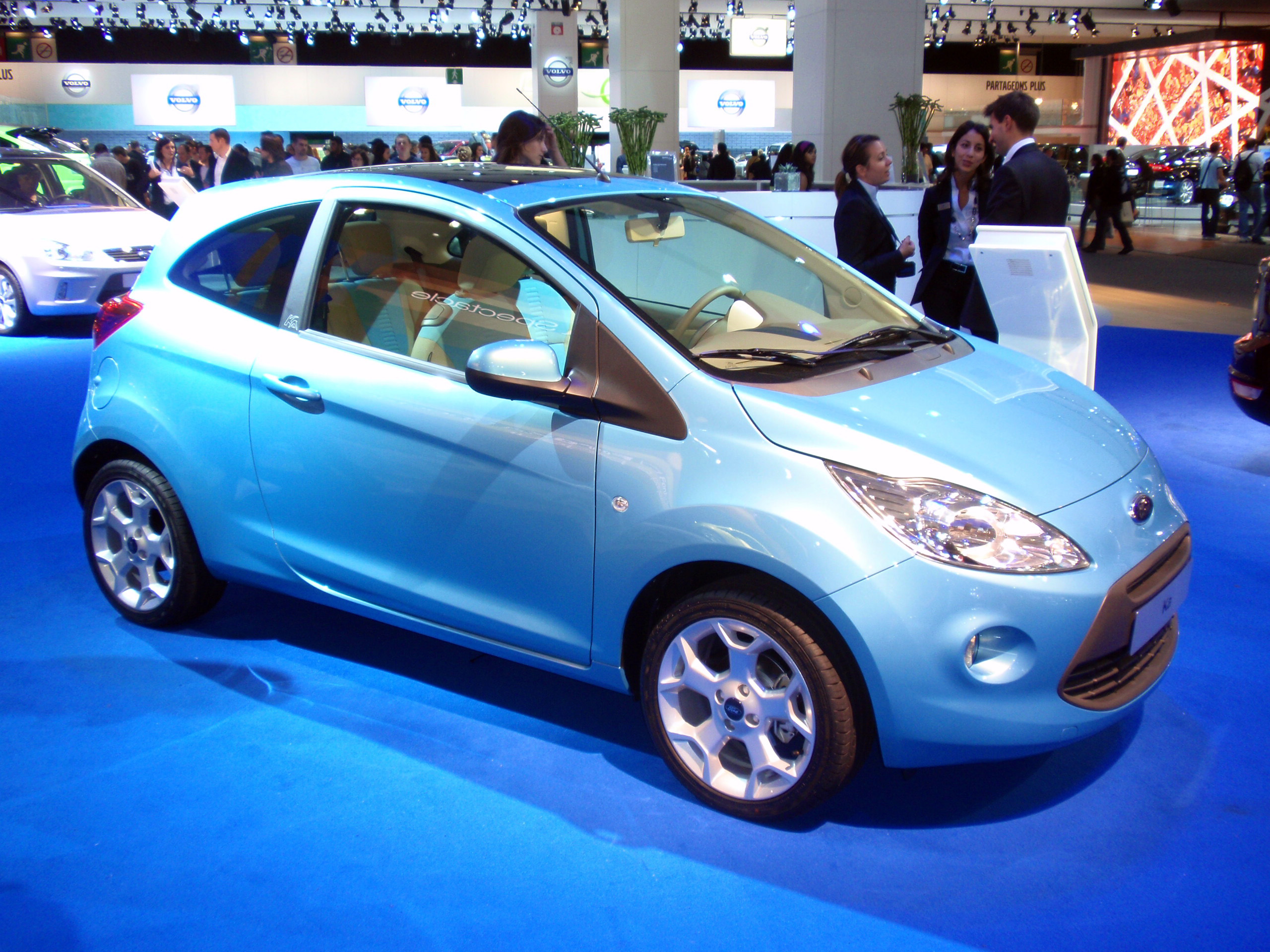
Ford Ka

Miniautomobily (označuje se také jako segment A nebo nejmenší třída (mini třída) nebo „City cars“) je kategorie automobilů, která patří v evropských zemích k nejprodávanějším pro použití ve městech. Typickou karosérií miniaut je třídveřový a pětidveřový hatchback nebo MPV crossover, některé automobilky nabízejí také v této velikosti modely s otevřenou karosérií (roadster nebo kabriolet). Jejich délka obvykle nepřesahuje 380 centimetrů.

## Příklady automobilů mini třídy
- Austin Mini
- Chevrolet Spark
- Citroën C1
- Daewoo Matiz
- Daewoo Tico
- Fiat 126
- Fiat 500
- Fiat Cinquecento
- Fiat Panda
- Fiat Seicento
- Ford Ka
- Hyundai Atos
- Hyundai i10
- Kia Picanto
- Opel Agila
- Peugeot 107
- Peugeot 1007
- Renault Twingo
- Seat Arosa
- Seat Mii
- Smart ForTwo
- Suzuki Splash
- Škoda Citigo
- Toyota Aygo
- Toyota iQ
- Volkswagen Lupo
- Volkswagen Up!